# Кучерявый, Виталий Викторович
Вита́лий Ви́кторович Кучеря́вый (укр. Віталій Вікторович Кучерявий; 7 августа 1989, Водяное — 13 марта 2022, близ села Старая Краснянка) — украинский военнослужащий, полковник, участник российско-украинской войны. Герой Украины (17 апреля 2022, посмертно).

## Биография
Родился 7 августа 1989 года в селе Водяное (Шполянский район Черкасская область).
Окончил Национальную академию Государственной пограничной службы Украины имени Богдана Хмельницкого.
Являлся начальником отдела КПВВ «Счастье» Луганского пограничного отряда.
В ходе вторжения России на Украину отряд под командованием Виталия Кучерявого вступил в бой 24 февраля 2022 года, который, по данным украинских СМИ, успешно сдерживал натиск противника. 13 марта 2022 года около 6 утра в бою Виталий Кучерявый погиб от артиллерийского снаряда. За совершение личных героических поступков, отвагу и самоотверженность, выявленные при выполнении задач по охране и обороне государственной границы, указом Президента Украины Виталию Кучерявому присвоено звание Герой Украины с награждением ордена «Золотая Звезда» (посмертно).
29 августа 2022 года в День памяти защитников Украины, Владимир Зеленский передал орден «Золотая Звезда» членам семьи погибшего. Похоронен 15 марта 2022 года в городе Умань.

## Награды
- Звание «Герой Украины» с награждением ордена «Золотая Звезда» (17 апреля 2022, посмертно) — за личное мужество и героизм, проявленные в защите государственного суверенитета и территориальной целостности Украины, верность военной присяге[5].

- Орден «За мужество» III степени (10 марта 2022) — за личное мужество и самоотверженные действия, проявленные в защите государственного суверенитета и территориальной целостности Украины, верность военной присяге[6].

## Память
14 октября 2022 года в селе Водяное, на фасаде лицея, где учился Виталий Кучерявый, установлена мемориальная доска.